# 삼호역
삼호역(三湖驛)은 조선민주주의인민공화국 함경남도 락원군에 위치한 평라선의 철도역이다.

## 연혁
- 1924년 10월 11일: 영업 개시[1]